# 迪帕·梅赫塔
迪帕·梅赫塔，LLD （英语：Deepa Mehta；印地语: दीपा मेहता）（1950年1月1日—），生于印度旁遮普邦阿姆利则）是一位获加拿大吉尼奖的加拿大印度裔导演、编剧，主要以元素三部曲——《火》 (1996)、《土》 (1998)和《水》 (2005)而出名。她与丈夫David Hamilton合创了Hamilton-Mehta制片公司。